# 朱麗安娜公主國際機場
茱莉安娜公主國際機場（荷蘭語：Princess Juliana International Airport）是一個位於加勒比海聖馬丁島荷屬部分的國際機場，機場命名自荷蘭當時的王位推斷繼承人茱莉安娜公主（即後來的茱莉安娜女王）。茱莉安娜公主機場是背風群島地區重要的航空樞紐，其繁忙程度在東加勒比地區僅次於聖胡安國際機場。在2005年，此機場共接待了逾166萬名旅客。

## 歷史
茱莉安娜公主機場於1942年開始運作，初期為軍事用途，1943年轉為民用。機場於1964年進行翻新，興建了一幢新的客運大樓及塔台，相關設施於1985年再度被更新。

## 翻新工程
由於航空客運量持續上升，此機場於1997年起，定下了大型翻新計劃，工程共分三期進行。

### 第一期
是一個短期計劃，主要項目是為提升現有設施及改善服務，其中包括：
- 擴闊、加固及翻新跑道
- 增加滑行道的負重量
- 建造新的停機坪，以增加飛機停泊空位
- 翻新客運大樓

第一期計劃已於2001年完成

### 第二期
工程包括：
- 興建雷達設備及新的控制塔台
- 增建一幢面積更大（約27,000平方米），設備更完善的客運大樓，每年可處理約250萬旅客。新大樓樓高4層，共有42個辦理登機手續櫃檯、8個轉機櫃檯、11個登機閘口及15個辦理出入境的櫃檯（10個設於入境大堂，5個設於出境大堂）。
- 根據國際民航組織（ICAO）的規定，於跑道兩端盡頭增設150米長的緩衝區

新塔台於2004年3月29日開始投入運作，而新客運大樓則於2006年11月10日正式啟用。

### 第三期
截至2008年8月為止，第三期工程仍未展開。倘若流量增長率達到預期水平，第三期工程便會展開。項目包括擴建全新的大樓、及興建與跑道平行的滑行道系統。

## 跑道
此機場的最大特色，就是其只有2,349米（7,708呎）長的跑道，但大型客機仍可安全降落。由于10号跑道距离海边太近，无法设置气流缓冲区。當飛機在到達機場附近的瑪侯海灘（Maho Beach）時，離海灘高度只有約10-20米，故成為了不少飛機愛好者拍攝飛機降落的勝地。同時瑪候海灘也豎立了警告牌，提示遊人注意飛機降落時所帶來的氣流。
2008年,原09/27跑道更名为10/28跑道。
截至2007年初，荷蘭皇家航空（KLM）停止了至茱莉安娜公主機場的定期波音747航班。但之后又重新使用波音747执行飞往该岛的航班，直至2016年。

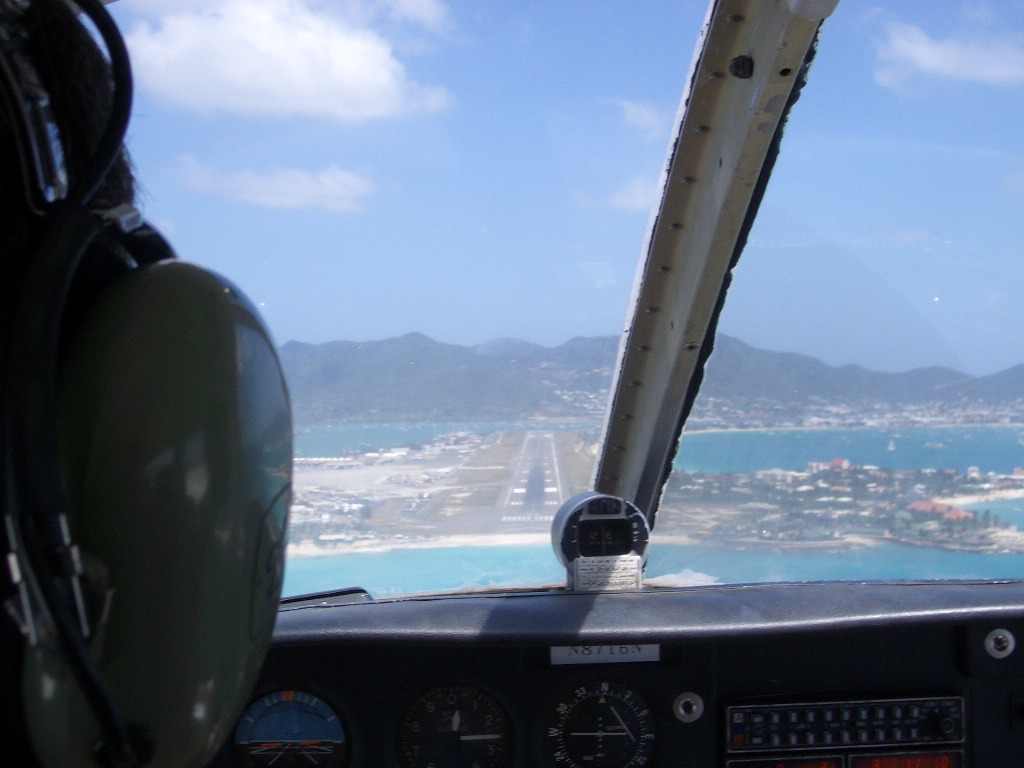
一架小型飛機正在進場
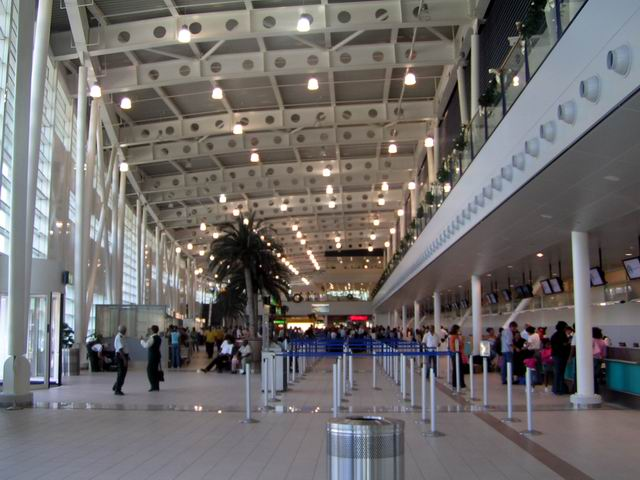
新客運大樓內部
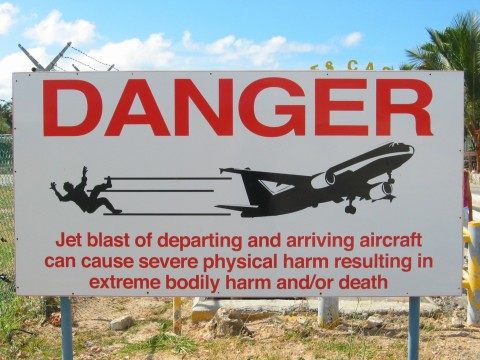
瑪侯海灘上的警告牌

## 航空公司及目的地

### 客運

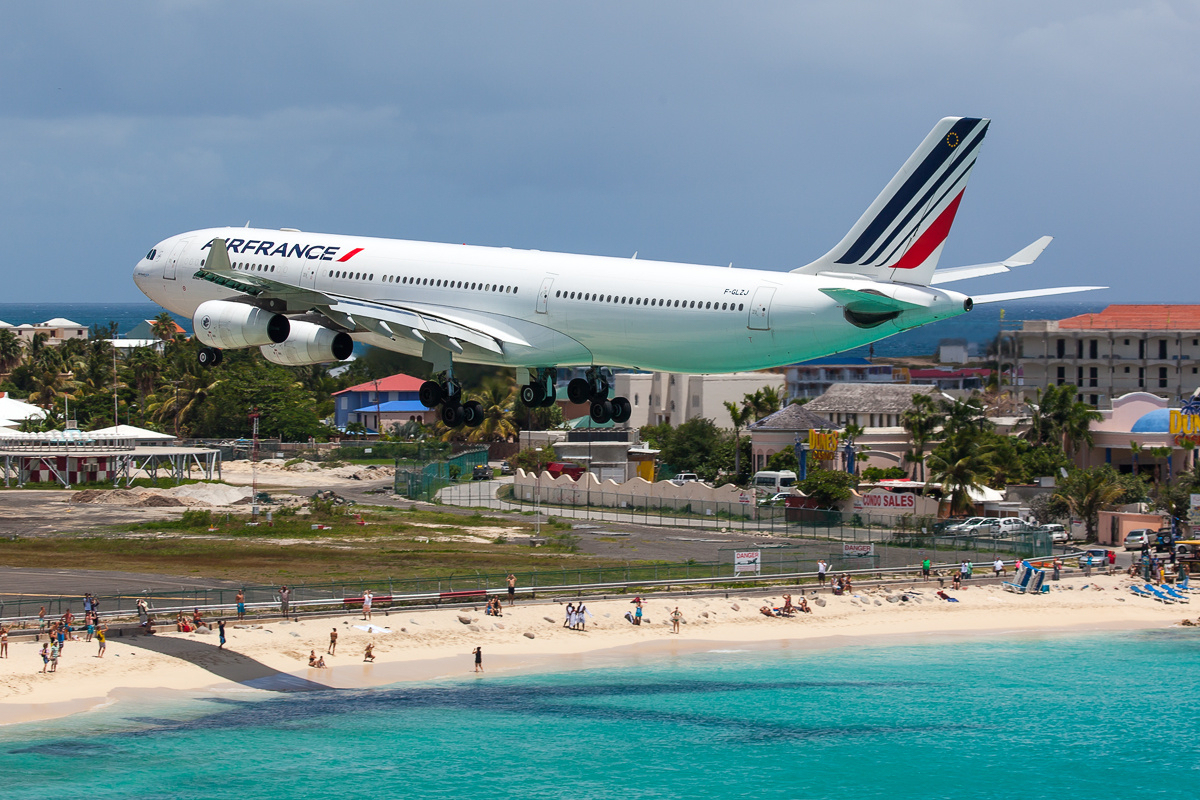
法國航空的空中巴士A340-300型客機正在降落於朱麗安娜公主國際機場

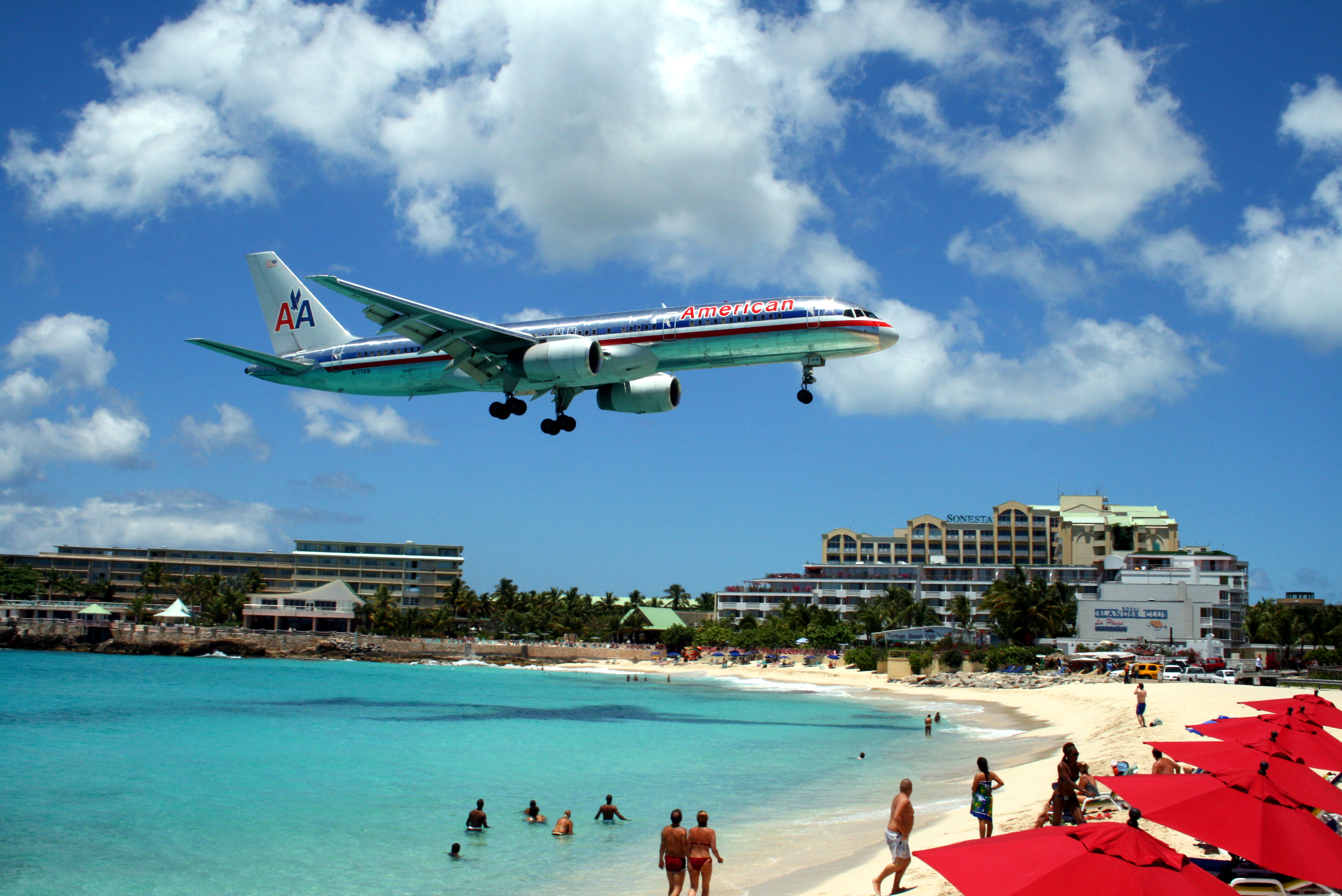
美國航空的波音757-200型客機正在降落於朱麗安娜公主國際機場

| 航空公司       | 目的地 |
| -------------- | --- |
| 加拿大航空     | 季節性：多倫多皮爾遜國際機場 |
| 加勒比海航空   | 季節性：巴黎-奥利机场 |
| 世纪航空       | 伊莎貝拉國際機場 |
| 法國航空       | 巴黎戴高樂機場 |
| 太阳光航空     | 道格拉斯-查尔斯机场、西里爾·金机场、路易斯·穆尼奥斯·马林国际机场、万斯·艾默里国际机场、 克萊頓·J·勞埃德国际机场、特倫斯·B·萊特索姆国际机场、維爾京·戈爾達机场 |
| 越洋航空       | 季節性：蒙特利爾特鲁多国际机场、多倫多皮爾遜國際機場 |
| 美國航空       | 邁阿密国际机场、夏洛特道格拉斯國際機場、費城國際機場 季节性：达拉斯/沃思堡国际机场、纽约肯尼迪国际机场 |
| 加勒比航空     | 皮阿尔科国际机场 |
| 海岸航空       | 克萊頓·J·勞埃德国际机场、万斯·艾默里国际机场、坎菲尔德机场、亨利·羅爾森機場、罗斯福机场 |
| 巴拿馬航空     | 托庫門國際機場 |
| 達美航空       | 亞特蘭大国际机场、纽约肯尼迪国际机场 |
| 迪維迪維航空   | 庫拉索國際機場 |
| 一路飞航空     | 庫拉索國際機場 季节性：約翰·阿道夫·彭格爾國際機場 |
| 邊疆航空       | 季节性：迈阿密国际机场、奥兰多国际机场 |
| 加勒比互连航空 | 特倫斯·B·萊特索姆国际机场 |
| 捷蓝航空       | 劳德代尔堡-好莱坞国际机场、纽约肯尼迪国际机场 季节性：爱德华·劳伦斯·洛根将军国际机场、纽瓦克国际机场 |
| 荷蘭皇家航空   | 阿姆斯特丹 |
| 海运航空       | 路易斯·穆尼奥斯·马林国际机场 |
| 高空航空服务   | 慈宝国际机场、亞美利加國際機場 |
| 精神航空       | 劳德代尔堡-好莱坞国际机场 |
| 聖巴特通勤     | 古斯塔夫三世机场 |
| 跨安圭拉航空   | 克萊頓·J·勞埃德国际机场 |
| 聯合航空       | 纽瓦克国际机场 季节性：芝加哥歐海爾國際機場、華盛頓杜勒斯國際機場 |
| 西捷航空       | 多倫多皮爾遜國際機場 |
| 向風群島航空   | 維爾伯德國際機場、貝婭特麗克絲女王國際機場、火烈鸟国际机场、庫拉索國際機場、坎菲尔德机场、 道格拉斯-查尔斯机场、万斯·艾默里国际机场、皮特爾角城國際機場、杜桑·卢维杜尔国际机场、胡安乔·E·伊劳斯金机场、 古斯塔夫三世机场、罗斯福机场、羅伯特·布拉德肖國際機場、路易斯·穆尼奥斯·马林国际机场、亞美利加國際機場、特倫斯·B·萊特索姆国际机场 |

### 貨運
| 航空公司      | 目的地                                         |
| ------------- | ---------------------------------------------- |
| 货物运送航空  | 路易斯·穆尼奥斯·马林国际机场                   |
| 阿米尔航空    | 路易斯·穆尼奥斯·马林国际机场                   |
| 阿米尔捷国际  | 迈阿密国际机场、慈宝国际机场、亞美利加國際機場 |
| 敦豪航空      | 維爾伯德國際機場                               |
| FedEx Express | 路易斯·穆尼奥斯·马林国际机场                   |

## 意外事件
- 1970年5月2日，荷兰安的列斯航空980号班机在多次尝试降落失败后燃油耗尽，迫降在加勒比海当中，事故导致23人死亡，40人受伤。

## 飓风厄玛袭击

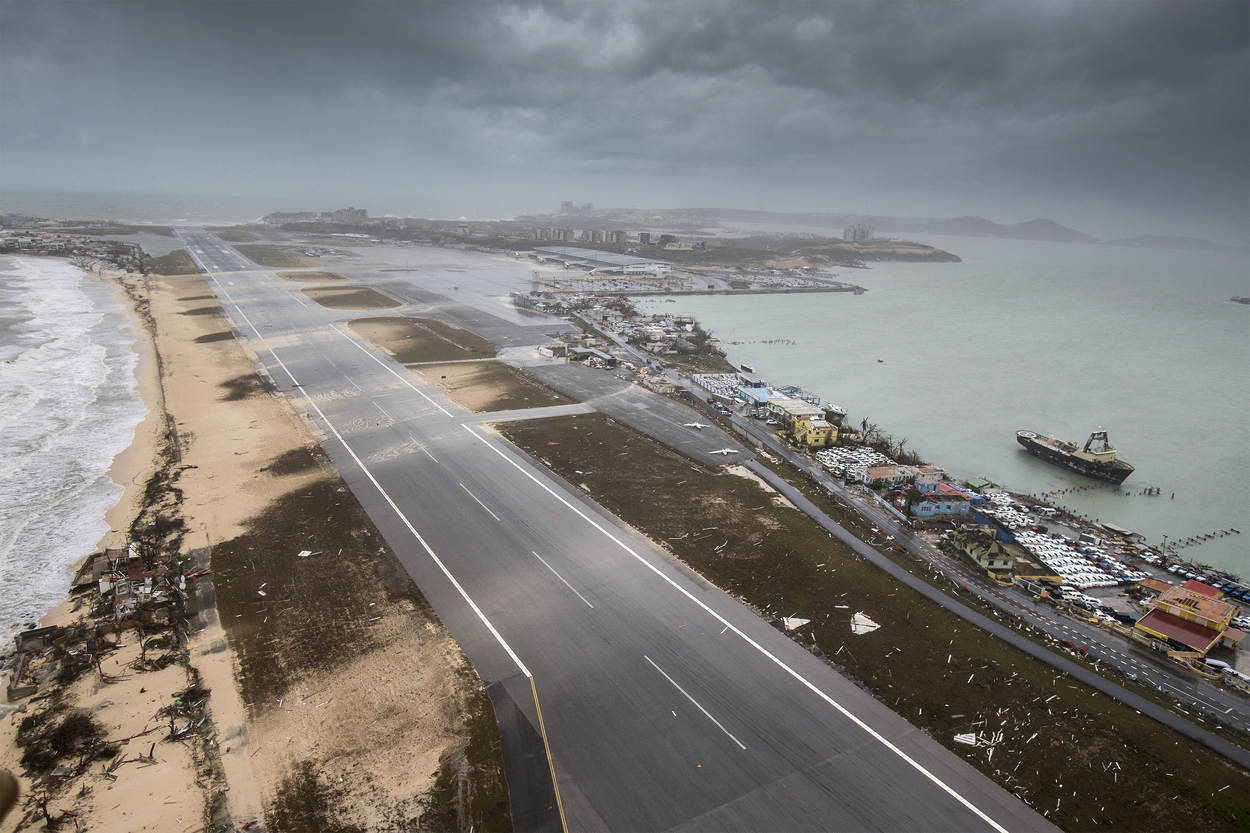
飓风厄玛袭击后的跑道

2017年9月6日，朱丽安娜公主机场遭到了五級颶風厄玛的袭击，造成机场设施部分受损。
2017年10月10日，修复中的机场使用临时设施重新开放。

## 大众文化
- 美国歷史頻道纪录片《最极端机场（Most Extreme Airports）》中将朱丽安娜公主机场排名为全球第四危险机场。[10]

## 外部連結
- （英文） 官方網站